# (100920) 1998 KT56
(100920) 1998 KT56 es un asteroide perteneciente al cinturón de asteroides, región del sistema solar que se encuentra entre las órbitas de Marte y Júpiter, descubierto el 23 de mayo de 1998 por el equipo del Lincoln Near-Earth Asteroid Research desde el Laboratorio Lincoln, Socorro, Nuevo México, Estados Unidos.

## Designación y nombre
Designado provisionalmente como 1998 KT56. 

## Características orbitales
1998 KT56 está situado a una distancia media del Sol de 2,282 ua, pudiendo alejarse hasta 2,640 ua y acercarse hasta 1,924 ua. Su excentricidad es 0,156 y la inclinación orbital 6,080 grados. Emplea 1259,61 días en completar una órbita alrededor del Sol.

## Características físicas
La magnitud absoluta de 1998 KT56 es 16,2. 